# Piotr Rybowski
Piotr Rybowski (ur. 31 lipca 1966) – polski hokeista, reprezentant kraju.
Zawodnik grający na pozycji środkowego napastnika. Wychowanek Łódzkiego Klubu Sportowego, w barwach którego występował w jego pożegnalnym sezonie 1990/1991.